# Henry Miller
Henry Miller (født 26. december 1891 i New York City, død 7. juni 1980 i Pacific Palisades, Californien) var en amerikansk forfatter, hvis selvbiografiske roman Krebsens vendekreds, oversat til dansk i 1954 fra Tropic of Cancer, skrevet i 1934, skabte stor opstandelse i USA, hvilket førte til en række retssager i forbindelse med datidens pornografi-love.
Han levede en turbulent tilværelse, som også bevægede sig fra fattigdom til rigdom. Han bosatte sig i Europa fra '30-'39, og i denne periode slog han igennem som forfatter. Hans mest kendte bøger er selvbiografiske. Hans motiv var kamp mod undertrykkelsen af seksualiteten. Han blev i mange lande en kultfigur i 60'erne og 70'erne – som en del af oprøret mod det etablerede. Herhjemme vakte det stor omtale, da Jens Jørgen Thorsen filmatiserede romanen Stille dage i Clichy.